# Рокитњице на Јизери
Рокитњице на Јизери (чеш. Rokytnice nad Jizerou) град је у Чешкој Републици. Град се налази у управној јединици Либеречки крај, у оквиру којег припада округу Семили.

## Становништво
Према подацима о броју становника из 2014. године град је имао 2.822 становника.